# Luigi Poletti
Luigi Poletti, italijanski matematik in pesnik, * 1864, Pontremoli, Toskana, Italija, † 1967.
Poletti se je na matematičnem področju ukvarjal predvsem s praštevili, kjer je izdelal tabelo praštevil.